# 別里利區
51°10′02″N 52°59′49″E / 51.167205°N 52.997066°E

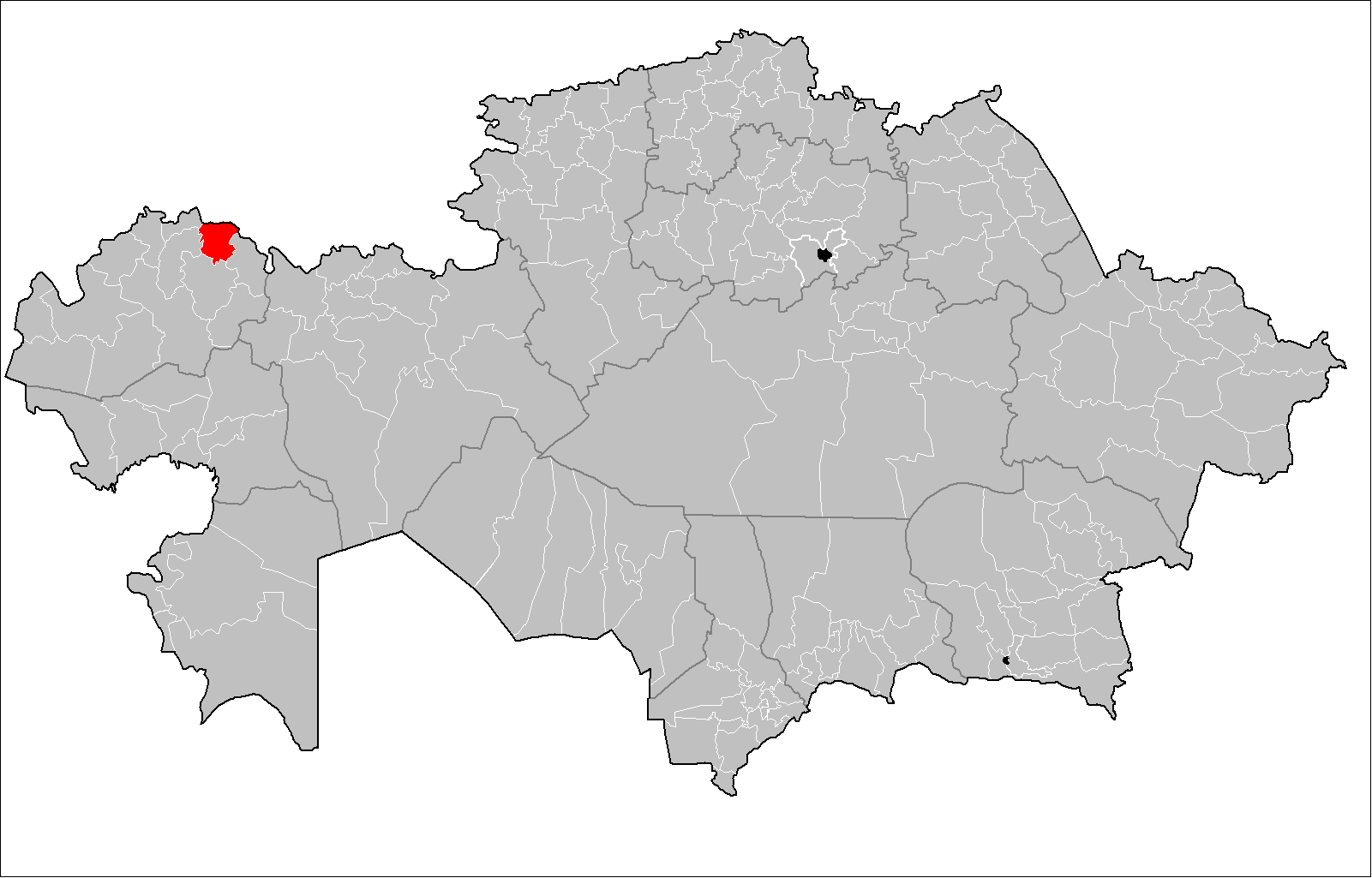

別里利區是哈薩克斯坦的行政區，位於該國西北部，由西哈薩克斯坦州負責管轄，首府設於阿克賽，始建於1935年，面積5,600平方公里，2019年人口56,086。